# Јапанска лака крстарица Нака
Нака је била јапанска лака крстарица класе Сендај и носила је име по реци Нака која протиче кроз провинције Точиги и Ибараки у источном Јапану.

## Позадина
Нака је трећи (и последњи) брод серије лаких крстарица класе Сендај, и као и остали бродови ове класе, она је требало да служи као заставни брод флотиле разарача.

## Служба

### Рана фаза Пацифичког рата
Крстарица Нака је грађена у мицубишијевом бродоградилишту у Јокохами и завршена је 30. новембра 1925. године.
Дана, 26. новембра 1941. године, Нака постаје заставни брод 4. флотиле разарача под командом контраадмирала Нишимуре. У време напада на Перл Харбор, Нака је укључена у инвазију јужних Филипина, као део треће флоте вицеадмирала Такахашија, и пратила је транспорте са деловима 48. пешадијске дивизије. Крстарица Нака је лакше оштећена од митраљеске ватре, приликом напада америчких авиона Боинг Б-17 Летећа тврђава, Кертис П-4 Ќитихок и Северски П-35 Гардмен из састава далекоисточних ваздухопловних снага Сједињених Америчких Држава.
У јануару 1942. године, Нака је прикључена снагама за инвазију Холандске Источне Индије, пратећи специјалнну десантну јединицу „Куре“ 2 на Таракан и Баликпапан, Борнео. Дана, 24. јануара 1942. године, док су се трупе искрцавале, холандска подморница К-XVIII, возећи на површини због лоших временских услова, испалила је 4 торпеда на крстарицу Наку и њене разараче, али је промашила. Док је адмирал Нишимура са крстарицом Нака и разарачима без успешно гањао холандску подморницу, Америчка оперативна ескадра ТФ 5, коју су чинили разарачи Парот, Поуп, Џон Д. Форд и Пол Џонс, је напала незаштићени јапански конвој, и потопила неколико транспортних бродова.

### Битка у Јаванском мору
Крајем фебруара 1942. године, Нака ескортује транспорт 48. пешадијске дивизије на Макасар, Целебес и исочну Јаву, заједно са крстарицом Џинцу. Нака се налазила на централној позицији током битке у Јаванском мору 27. фебруара 1942. године.
У 15:47 сати, Јапанске крстарице Хагуро, Џинцу и Начи, заједно са разарачима Иназума, Јукиказе, Токицуказе, Амацуказе, Хацуказе, Ушио, Сазанами, Јамаказе, и Каваказе уводе у битку савезничку ударну групу која је била под командом холандског контраадмирала Дормана и чинили су је: холандске лаке крстарице Де Ројтер и Јава, аустралијска лака крстарица Перт, британска тешка крстарица Ексетер, америчка тешка крстарица Хјустон и разарачи Електра, Јупитер, Инкант, Кортенер, Вит де Вит и стари амерички разарачи Алден, Џон Д. Едвардс, Џон Д. Форд и Пол Џонс.
У 16:03 сати, Нака и њен ескадрон разарача; Асагумо, Минегумо, Мурасаме, Харуказе, Самидаре и Јудачи су лансирали 43 торпеда дугог домета на савезвике са даљине од скоро 16.250 јарди, која потапају разарач Кортенер. У 17:25 Крстарице Нака и Ћинцу лансирају по 8 торпеда, док разарачи лансирају укупно 56 торпеда, али ниједно није погодило циљ. Разарач Асагумо је потопио британски разарач Електра у оружаној борби, док је Јупитер ударио у холандску мину и потонуо. Током ноћи крстарице Де Ројтер и Јава су погођене торпедима и тону. До краја сутрашњег дана уништени су сви савезнички бродови осим 4 стара америчка разарача; Алден, Џон Д. Едвардс, Џон Д. Форд и Пол Џонс.
У марту Нака је ангажована на патролирању између Јаве и Целебеса. Међутим, 14. марта добија наређење да постаје заставни брод снага за инвазију на Божићно острво. Те снаге су чиниле крстарице Нака, Нагара и Натори, разарачи Минегумо, Нацугумо, Амацуказе, Хацуказе, Сацуки, Миназуку, Фумизуки и Нагацуки, танкер Акебоно Мару и транспортних бродова Кимишима Мару и Кумагава Мару. Операције искрцавања протекле су неометано до 31. марта 1942. године, а тада је америчка подморница Сивулф испалила четири торпеда на крстарицу Наку, али су сва промашила. Подморница Сивулф је следећег дана поновила напад са два торпеда, од којих једно погађа Наку у десни бок у близини котла број 1. Крстарица Натори отегљује тешко оштећену Наку у Бантам залив на Јави ради основне поправке, а затим је Нака наставила до Сингапура сопственим погоном. Оштећење је било велико и Нака одлази на детаљан ремонт у Јапан. Крстарица Нака остаје у резерви до априла 1943. године.

### Главна база Трук
Дана, 1. априла 1943. године, Нака је укључена у новоформирану 14. дивизију крстарица под командом контраадмирала Итоа, заједно са крстарицом Исузу, и стиже на атол Трук 30. априла 1943. Следећих неколико месеци Нака је ескортовала транспорте са трупама ка Маршалским острвима и острву Науру. Нака и Исузу су 21. октобра 1943. године ескортовале конвој са трупама за Шангај. Конвој је пресретнут од подморнице Шад у Источно Кинеском мору, 23. октобра, која лансира 10 торпеда али није оштетила ни једну крстарицу.
Дана, 3. новембра 1943. године, конвој који је пратила Нака је нападну 60 наутичких миља северно од Кавиенга, од бомбардера Б-24 Либератор из 13. бомбардерске групе. У близини крстарице Нака пада бомба, али она стиже безбедно у Рабаул 5. новембра 1943. Истог дана Американци врше авио препад на базу Рабаул. Нака је оштећена од блиских погодака бомби обрушавајућих бомбардера са носача авиона Саратога и Принстон.
Дана, 23. новембра 1943. године, Нака напушта Понапе, пратећи појачање за Тараву, али је острво пало у америчке руке пре него што су појачања стигла.
Током 17. и 18. фебруара 1944. године, Нака је помагала лакој крстарици Агано, која је била торпедована претходног дана од стране подморнице Скеит. Одмах накош што је отпловила са Трука, Америчка оперативна ескадра ТФ 58, коју су чинили 12 носача авиона је напало Трук у операцији „Хејлстоун“. Током те операције, американцу су потопили Јапанцима: 31 транпорни брод, 2 лаке крстарице, 4 разарача и 4 помоћна брода. Поред тога уништили су им и око 200 авиона а даљих 100 је било тешко оштећено. На тај начин су успели Американци да униште атол Трук као главну истурену базу јапанске Комбиноване флоте. Крстарица Нака је нападнута 35 наутичких миља западно од атола Трук од три таласа америчких авиона SB2C хелдајвер и TBF авенџер са носача авиона Бункер Хил и Купенс. Прва два напада су била безуспешна, али је у трећем нападу Нака погођена торпедом и бомбом, те се преломила на два дела и тоне заједно са 240 члана посаде. Њена пратња је спасила 210 члана, заједно са капетаном Сутезавом.
Нака је обрисана из списка фоте 31. марта 1944. године.

## Листа капетана
- Комодор / Капетан Чођи Иноуе - 30. новембар 1925 — 1. децембар 1926. (Унапређен у чин Капетан 1. децембра 1925)
- Капетан Камезабуро Накамура - 1. децембар. 1926 - 5. април 1927.
- Капетан Мотосуке Мито - 5. април 1927 — 1. новембар 1927.
- Капетан Исао Монаи - 1. новембар 1927 — 10. децембар 1928.
- Капетан Ђиро Бан - 10. децембар 1928 — 30. новембар 1929.
- Капетан Чуичи Нагумо - 30. новембар 1929 — 1. децембар 1930.
- Капетан Садао Јамада - 1. децембар 1930 — 1. децембар 1931.
- Капетан Коки Јамамото - 1. децембар 1931 — 1. децембар 1932.
- Капетан Шигеру Сонада - 1. децембар 1932 — 15. новембар 1933.
- Капетан Еиђи Гото - 15. новембар 1933 — 15. новембар 1934.
- Капетан Касуке Абе - 15. новембар 1934 — 25. мај 1935.
- Капетан Маркуис Тадашиге Даиго - 25. мај 1935 — 15. новембар 1935.
- Капетан Аритомо Гото - 15. новембар 1935 — 1. децембар 1936.
- Капетан Косо Абе - 1. децембар 1936 — 2. август 1937.
- Капетан Мотођи Накамура - 2. август 1937 — 1. децембар 1937.
- Капетан Чимаки Коно - 1. децембар 1937 — 15. новембар 1938.
- Капетан Шутоку Мијазато - 15. новембар 1938 — 15. децембар 1938.
- Капетан Томоцу Такама - 15. децембар 1938 — 15. новембар 1939.
- Капетан Теруо Акијама - 15. новембар 1939 — 15. октобар 1940.
- Капетан Барон Мациђи Иђуин - 15. октобар 1940 — 11. август 1941.
- Капетан Јошиоки Тавара - 11. август 1941 — 7. јул 1942.
- Капетан Рјуђи Наказато - 7. јул 1942 — 1. октобар 1942.
- Капетан Банђиро Такаги - 1. октобар 1942 — 25. фебруар 1943.
- Капетан Јошиђиро Имаизуми - 25. фебруар 1943 — 7. јануар 1944.
- Капетан Јошимаса Сутезава - 7. јануар 1944 — 17. фебруар 1944.